# تولد ذاتي

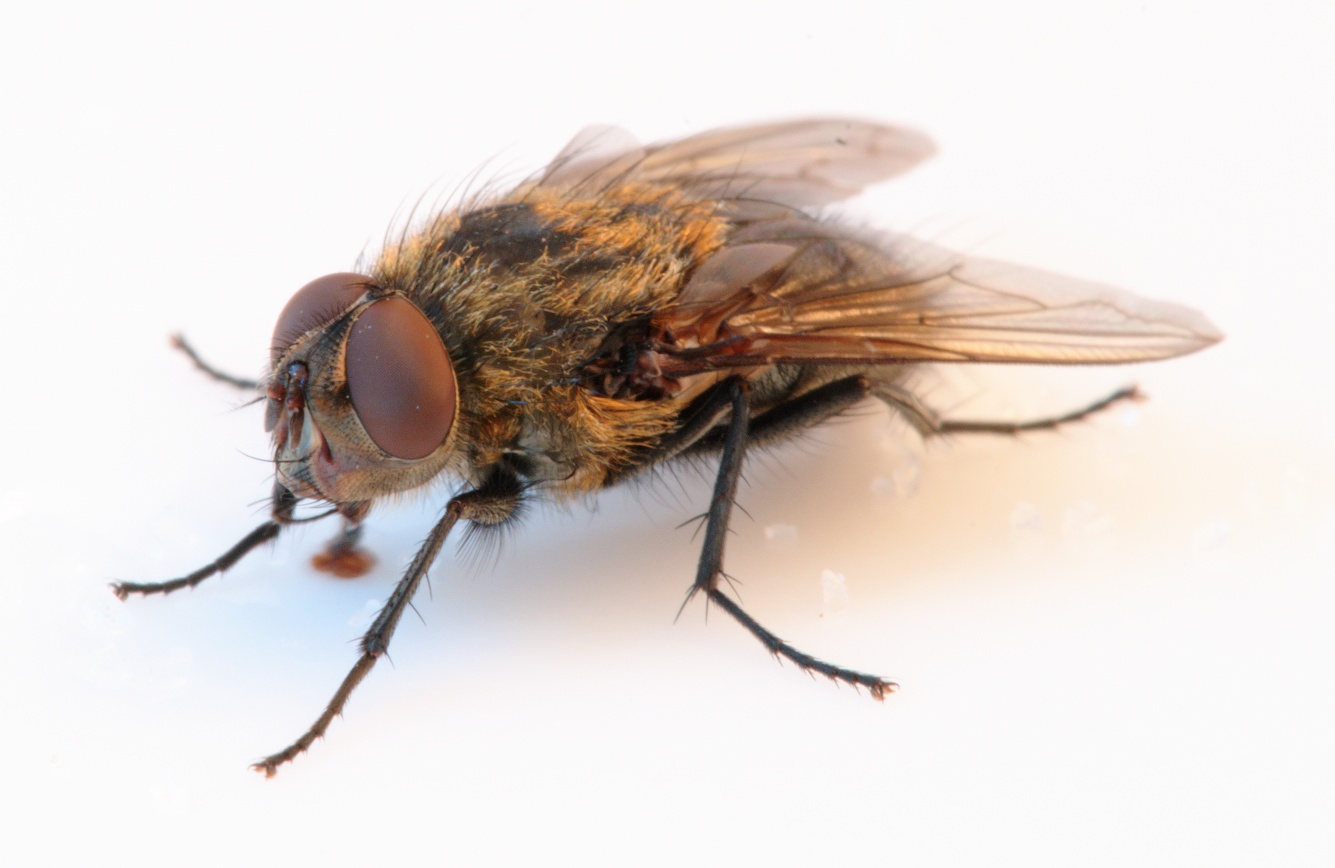

فرضية التولد الذاتي أو التولُّد التلقائي أو التولُّد العفوي (بالإنجليزية: Spontaneous generation or anomalous generation)‏ يقصد بها فرضية نشأة الحياة من مواد غير حية مثل المركبات العضوية البسيطة. ويعتقد القائلون بها أنها حدثت على الأرض في الفترة قبل 3.8 إلى 4.1 مليار سنة. وقد كان منظرو هذه الفرضية يهدفون إلى إيجاد فرضيات تقترح كيف أن تفاعلات كيميائية معينة حدثت فيما قبل الحياة قد أدت إلى نشأة المنظومات الحية على الأرض. دراسة التولد التلقائي تتضمن ثلاثة أنواع رئيسية من الاعتبارات: الجيوفيزيائية، والكيميائية، والبيولوجية، بالإضافة إلى المزيد من النماذج الأخيرة التي حاولت التوفيق بين الثلاثة.